# Marco Parodi
Marco Parodi (* 1. März 1943 in Sanremo; † 14. September 2019 in Genua) war ein italienischer Theaterregisseur.

## Leben
Parodi erlangte als Theaterregisseur große Aufmerksamkeit für seine Inszenierungen u. a. von Bertolt Brechts Die Horatier und die Kuratier, Lope de Vegas Fuente Ovejuna sowie vor allem des letzteren Il Genovese liberale, das im Zentrum der Stadt Genua aufgeführt wurde. Auch Shakespeare und Pirandello gehören zu den von Parodi inszenierten Autoren. Neben Radioarbeiten drehte er einige interessante Fernsehfilme, darunter die 1971 entstandene Version seiner Theateraufführung in Genua und 1984 La maschera e il volto. In den frühen 1970er Jahren schrieb und inszenierte er den in einer experimentellen Reihe entstandenen Brecht in America für den Bildschirm, der aus Schriftstücken und den Protokollen der McCarthy-Behörde zitiert. Der 1987 gedrehte, kaum gezeigte I padroni dell'estate erzählt vom Kampf junger Sardinier in den 1950er Jahren gegen die Zerstörung ihrer Umwelt durch den Bau-Boom.

## Filmografie (Auswahl)
- 1971: Brecht in America (Fernsehfilm)
- 1987: I padroni dell'estate